# Президент Північної Македонії
Президент Північної Македонії — голова держави Північна Македонія.

## Історія
Інститут Президентства сучасної Північної Македонії почався після македонського проголошення незалежності 8 вересня 1991. Її першим президентом був Кіро Глігоров, найстаріший президент в світі аж до своєї відставки в 1999 році. На відміну від інших югославських республік, македонське президентство значною мірою церемоніальна посада. Прем'єр-міністр Північної Македонії є провідною політичною фігурою в країні і де-факто главою виконавчої влади.

## Вимоги до кандидатів
Президент повинен бути громадянином Північної Македонії, бути старше 40 років і жити у Македонії, принаймні десять з попередніх п'ятнадцяти років.

## Список (з 1991)
- Киро Глигоров 18 вересня 1991 — 4 жовтня 1995
- Стоян Андов 4 жовтня 1995 — 17 листопада 1995 виконувач обов'язків
- Киро Глигоров 17 листопада 1995 — 19 листопада 1999
- Саво Климовський 19 листопада 1999 — 15 грудня 1999 виконувач обов'язків
- Борис Трайковський 15 грудня 1999 — 26 лютого 2004
- Люпчо Йордановський 26 лютого 2004 — 12 травня 2004 виконувач обов'язків
- Бранко Црвенковський 12 травня 2004 — 12 травня 2009
- Георге Іванов 12 травня 2009 — 12 травня 2019
- Стево Пендаровський, 12 травня 2019 — 12 травня 2024
- Гордана Силяновська-Давкова, з 12 травня 2024